# Pressefoto des Jahres

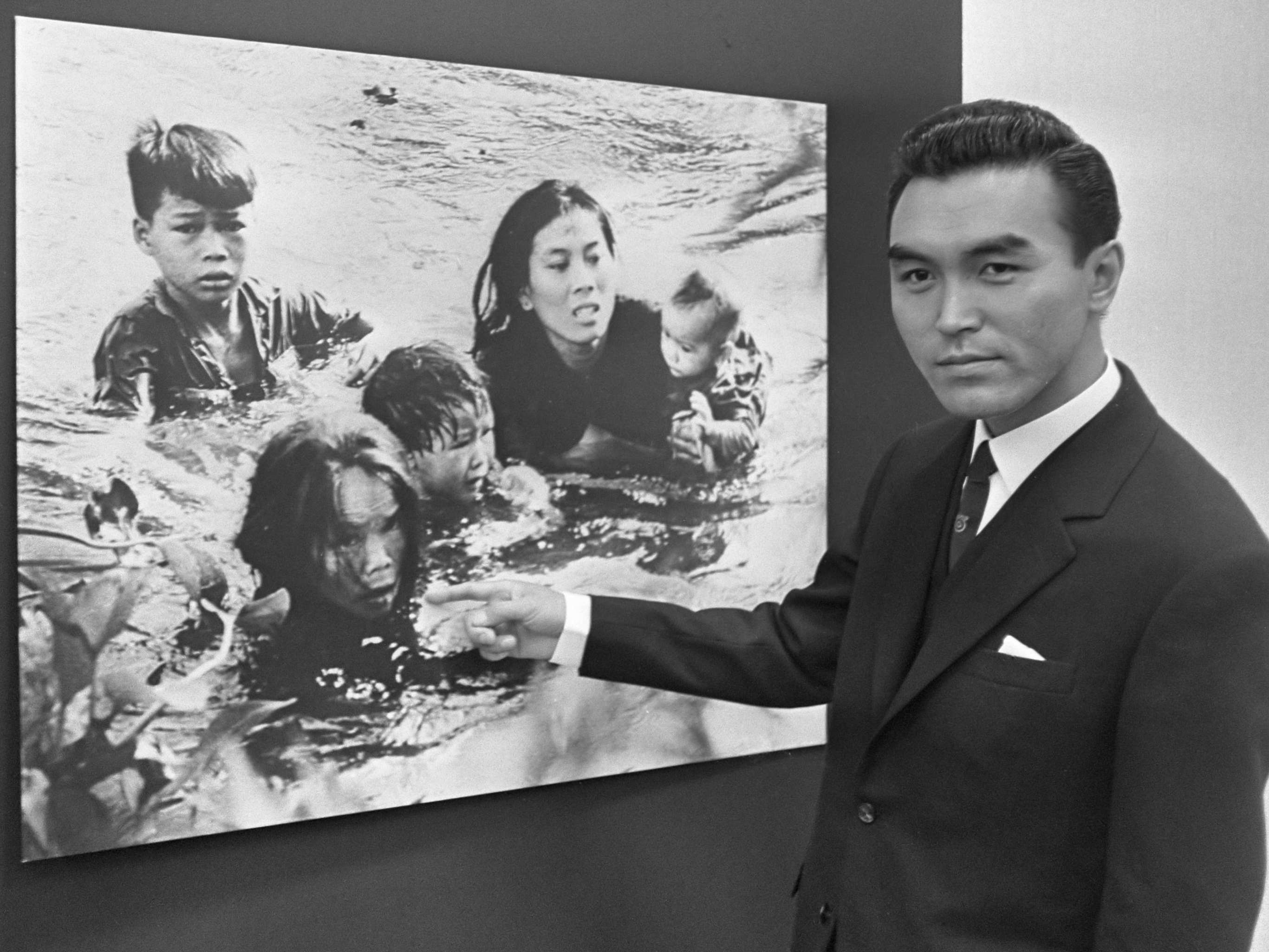
Kyōichi Sawada vor seinem Bild „Flee to Safety“, Pressefoto des Jahres 1965

Die Wahl zum Pressefoto des Jahres erfolgt im Zuge der von der niederländischen Stiftung World Press Photo zuerkannten World Press Photo Awards. Der mit 5000 Euro dotierte Preis gilt als „angesehenste und begehrteste Auszeichnung im Fotojournalismus“.

## Preisvergabe
Die erste Preisvergabe erfolgte bei der Wahl zum Pressefoto des Jahres 1955, bei dem Mogens von Haven für sein Bild eines stürzenden Motorradfahrers ausgezeichnet wurde. Mit Ausnahme der Jahre 1958, 1961, 1970 und 1971 wurden seither jährlich Gewinner gekürt.
Für die Wahl 2015 hat die Stiftung bei der Wahl „zum ersten Mal […] sehr strenge Maßstäbe angelegt“, so der Chef der Stiftung. In keiner Wahl zuvor hat die Jury so viele Bilder disqualifiziert. Von den Einreichungen, die es in die vorletzte Runde schafften, konnte die Stiftung einem Fünftel nachträgliche Bildmanipulationen nachweisen.
Seit dem Jahr 2021 werden die Preise nach einem neuen Modell vergeben, bei dem zunächst sechs regionale Jurys die besten Bilder aus den Regionen Afrika, Asien, Europa, Nord- und Zentralamerika, Südamerika sowie Südostasien und Ozeanien küren. Pro Region können Bilder in den vier Kategorien Einzelbilder, Foto Stories mit 3–10 Einzelbildern, Langfristprojekte zu einem Thema mit 24–30 Einzelbildern und offene Formate wie Polyptycha, mehrfach belichtete Bilder, aus Einzelbildern zusammengefügte Panoramen, Collagen usw., bei denen jedoch das hauptsächliche visuelle Element weiter eine Fotografie sein muss, eingereicht werden.
Diese format-basierten Kategorien umfassen Bilder aus allen thematischen Bereichen, in denen die Gewinner bis zum Jahr 2020 ausgezeichnet wurden: Spot News, allgemeine Nachrichten, Menschen in den Nachrichten, Sport & Action, Sportreportagen, aktuelle Themen, Alltagsleben, Porträts, Kunst und Unterhaltung, Natur.
Aus den regionalen Gewinnern wählt eine globale Jury, die aus je einem Mitglied der regionalen Jurys und einem globalen Juryleiter besteht, die vier Hauptpreise:
- das Pressefoto des Jahres (World Press Photo of the Year),
- die World Press Photo Story of the Year,
- den World Press Photo Long-Term Project Award, und
- den World Press Photo Open Format Award.

Den Hauptpreis erhält das Bild, das „[…] nicht nur die fotojournalistische Verkörperung des Jahres darstellt, sondern auch ein Thema, eine Situation oder ein Ereignis von hoher journalistischer Bedeutung zeigt und dies in einer Weise, die ein außergewöhnliches Maß an visuellem Wahrnehmungsvermögen und Kreativität beweist“.
Die fünf Fotografen Kyōichi Sawada, David Turnley, James Nachtwey, Anthony Suau und Mads Nissen gewannen den Preis jeweils zweimal.

## Liste der Pressefotos des Jahres
Die folgende Liste enthält alle Preisträger des Pressefotos des Jahres und Angaben zu den jeweiligen Bildern. Im Jahr des Wettbewerbs werden seit 1972 immer die Pressefotos des Vorjahres ausgezeichnet; zuvor – bedingt durch nicht stattgefundene Wettbewerbe – teilweise ein Foto desselben Jahres.
| Wettbewerbsjahr | Aufnahmejahr | Fotograf                     | Land                          | Medium                                    | Bildtitel                                                                            | Thema                                                                                         | Motiv | Weblink                      |
| --------------- | ------------ | ---------------------------- | ----------------------------- | ----------------------------------------- | ------------------------------------------------------------------------------------ | --------------------------------------------------------------------------------------------- | --- | ---------------------------- |
| 1955            | 1955         | Mogens von Haven             | Dänemark                      |                                           |                                                                                      | Motorsport                                                                                    | Volk-Mølle-Rennstrecke in Randers, Dänemark am 28. August 1955. Ein Motorradfahrer stürzt während eines Wettbewerbs. | Bild                         |
| 1956            | 1956         | Helmuth Pirath               | Bundesrepublik Deutschland    | Keystone Press                            | Spätheimkehrer                                                                       | Heimkehr aus dem Krieg                                                                        | Ein Heimkehrer aus dem Zweiten Weltkrieg trifft nach Jahren wieder auf seine inzwischen 12-jährige Tochter, die ihren Vater seit ihrem ersten Lebensjahr nicht mehr gesehen hat. | Bild                         |
| 1957            | 1957         | Douglas Martin               | Vereinigte Staaten            | The Charlotte News / The Associated Press |                                                                                      | Rassentrennung in Amerika                                                                     | Begleitet von Gewalttätigkeiten betritt eine der ersten afroamerikanischen Schülerinnen (Dorothy Counts) die Harry Harding High School, an der die Rassentrennung nicht länger praktiziert wird. | Bild                         |
| 1958            |              | Kein Wettbewerb durchgeführt | Kein Wettbewerb durchgeführt  | Kein Wettbewerb durchgeführt              | Kein Wettbewerb durchgeführt                                                         | Kein Wettbewerb durchgeführt                                                                  | Kein Wettbewerb durchgeführt | Kein Wettbewerb durchgeführt |
| 1959            | 1958         | Stanislav Tereba             | Tschechoslowakei              | Vecernik Praha                            | Brankář a voda                                                                       | Fußball                                                                                       | Während des Fußballspiels zwischen den Mannschaften Sparta Praha und Červená Hvězda Bratislava steht Sparta-Torwart Miroslav Čtvrtníček im strömenden Regen auf dem Fußballfeld. | Bild                         |
| 1960            |              | Kein Wettbewerb durchgeführt | Kein Wettbewerb durchgeführt  | Kein Wettbewerb durchgeführt              | Kein Wettbewerb durchgeführt                                                         | Kein Wettbewerb durchgeführt                                                                  | Kein Wettbewerb durchgeführt | Kein Wettbewerb durchgeführt |
| 1961            | 1960         | Yasushi Nagao                | Japan                         | Mainichi Shimbun                          |                                                                                      | Attentat                                                                                      | Der 17-jährige rechtsextremistische Student Otoya Yamaguchi tötet am 12. Oktober 1960 den sozialistischen Politiker Asanuma Inejirō mit einem Schwert während einer Rede in der Tokioter Hibiya Hall. | Bild                         |
| 1962            | 1962         | Héctor Rondón Lovera         | Venezuela                     | La República                              | Aid from the Padre                                                                   | Aufstand in Venezuela                                                                         | Während eines Militär-Aufstandes in der Hafenstadt Puerto Cabello klammert sich ein sterbender regierungstreuer Soldat an den Priester Luis Padilla, während ringsherum Kugeln von Scharfschützen einschlagen.                                                                                                 | Bild                         |
| 1963            | 1963         | Malcolm W. Browne            | Vereinigte Staaten            | The Associated Press                      | The Burning Monk                                                                     | Buddhistenkrise                                                                               | Der vietnamesische Mönch Thích Quảng Đức verbrennt sich selbst, um gegen die Unterdrückung der Buddhisten in Vietnam durch die Regierung unter Präsident Ngô Đình Diệm zu protestieren. Hierdurch wurde die Buddhistenkrise ausgelöst.                                                                         | Bild                         |
| 1964            | 1964         | Don McCullin                 | Vereinigtes Königreich        | The Observer / Quick / Life               |                                                                                      | Zypernkonflikt                                                                                | Eine türkische Frau trauert um ihren toten Mann, der 1964 während Kämpfen zwischen Türken und Griechen ums Leben kam. | Bild                         |
| 1965            | 1965         | Kyōichi Sawada               | Japan                         | United Press International                | Flee to Safety                                                                       | Vietnamkrieg                                                                                  | Eine Mutter und ihre Kinder waten durch einen Fluss in Loc Thuong in der südvietnamesischen Provinz Bình Định, um einem US-Bombenangriff zu entkommen. | Bild                         |
| 1966            | 1966         | Kyōichi Sawada               | Japan                         | United Press International                | Dusty Death                                                                          | Vietnamkrieg                                                                                  | Amerikanische Truppen schleifen am 24. Februar 1966 den Leichnam eines getöteten Vietcong-Soldaten hinter ihrem M113-Transportpanzer zur Beerdigung. | Bild                         |
| 1967            | 1967         | Co Rentmeester               | Niederlande                   | Life                                      |                                                                                      | Vietnamkrieg                                                                                  | Der Kommandant eines M48 Patton blickt durch sein Okular. Es war das erste Farbfoto, das ausgezeichnet wurde. | Bild                         |
| 1968            | 1968         | Eddie Adams                  | Vereinigte Staaten            | The Associated Press                      | Saigon Execution                                                                     | Vietnamkrieg                                                                                  | Der südvietnamesische Polizeichef Nguyễn Ngọc Loan richtet das Vietcong-Mitglied Nguyễn Văn Lém am 1. Februar 1968 auf offener Straße in Saigon mit einem Kopfschuss hin. | Bild                         |
| 1969            | 1969         | Hanns-Jörg Anders            | Bundesrepublik Deutschland    | Stern                                     | Belfast, 1969                                                                        | Nordirlandkonflikt                                                                            | Vor einer Wand mit der Graffiti-Inschrift we want peace steht ein irischer Katholik mit einer Gasmaske, nachdem bei nächtlichen Straßenkämpfen mit britischen Truppen Tränengas eingesetzt worden war. | Bild                         |
| 1970            |              | Kein Wettbewerb durchgeführt | Kein Wettbewerb durchgeführt  | Kein Wettbewerb durchgeführt              | Kein Wettbewerb durchgeführt                                                         | Kein Wettbewerb durchgeführt                                                                  | Kein Wettbewerb durchgeführt | Kein Wettbewerb durchgeführt |
| 1971            |              | Kein Wettbewerb durchgeführt | Kein Wettbewerb durchgeführt  | Kein Wettbewerb durchgeführt              | Kein Wettbewerb durchgeführt                                                         | Kein Wettbewerb durchgeführt                                                                  | Kein Wettbewerb durchgeführt | Kein Wettbewerb durchgeführt |
| 1972            | 1971         | Wolfgang Peter Geller        | Bundesrepublik Deutschland    | Hamburger Abendblatt                      | Banküberfall in Saarbrücken                                                          | Banküberfall                                                                                  | Nach einem Banküberfall in Saarbrücken kommt es in Baltersweiler während der Verhandlungen zwischen Polizisten und Bankräubern zu einem Schuss auf den Haupttäter Kurt Vicenik. | Bild                         |
| 1973            | 1972         | Nick Út                      | Vietnam                       | The Associated Press                      | The Terror of War                                                                    | Vietnamkrieg                                                                                  | Die junge Phan Thị Kim Phúc und andere Kinder fliehen mit schweren, durch Napalm verursachten Verbrennungen, von dem irrtümlich durch südvietnamesische Flugzeuge bombardierten Ort. | Bild                         |
| 1974            | 1973         | Orlando Lagos                | Chile                         | The New York Times                        | Allende’s Last Stand                                                                 | Putsch in Chile 1973                                                                          | Der demokratisch gewählte Präsident Salvador Allende kurz vor seinem Tod am 11. September 1973 im Präsidentenpalast La Moneda während des Militärputsches durch General Pinochet. | Bild                         |
| 1975            | 1974         | Ovie Carter                  | Vereinigte Staaten            | Chicago Tribune                           |                                                                                      | Hungersnot in der Sahelzone, im Niger                                                         | Ein Kleinkind leidet während der Trockenperiode im afrikanischen Staat Niger. | Bild                         |
| 1976            | 1975         | Stanley Forman               | Vereinigte Staaten            | Boston Herald American                    | Fire Escape Collapse                                                                 | Brand                                                                                         | Während eines Brands in einem Bostoner Haus stürzt die Feuertreppe ein und eine Frau sowie ein Kind fallen in die Tiefe. Die Frau stirbt noch am Unfallort. | Bild                         |
| 1977            | 1976         | Françoise Demulder           | Frankreich                    | Gamma                                     |                                                                                      | Libanesischer Bürgerkrieg                                                                     | Eine Gruppe von vor dem Bürgerkrieg geflüchteten Palästinensern im Januar 1976 in Beirut. | Bild                         |
| 1978            | 1977         | Leslie Hammond               | Südafrika                     | The Argus                                 |                                                                                      | Apartheid                                                                                     | Die südafrikanische Polizei beschießt eine Gruppe von Demonstranten in Modderdam bei Kapstadt mit Tränengas. | Bild                         |
| 1979            | 1978         | Sadayuki Mikami              | Japan                         | The Associated Press                      |                                                                                      | Flughafen Tokio-Narita                                                                        | Nach langjährigen Protesten der Bevölkerung gegen den Bau des Flughafens Tokio-Narita kommt es am 26. März 1978 zu schweren Ausschreitungen zwischen Demonstranten und der Polizei. | Bild                         |
| 1980            | 1979         | David Burnett                | Vereinigte Staaten            | Contact Press Images                      |                                                                                      | Entmachtung der Roten Khmer in Kambodscha                                                     | Eine Frau hält im November 1979 in einem Flüchtlingslager in Sa Keo an der thailändisch-kambodschanischen Grenze ihr Kind in den Armen. | Bild                         |
| 1981            | 1980         | Mike Wells                   | Vereinigtes Königreich        |                                           |                                                                                      | Hungersnot in Karamoja, Uganda                                                                | Die Hand eines verhungernden afrikanischen Jungen in der eines gut genährten, weißen Missionars, aufgenommen im April 1980 in Uganda. | Bild                         |
| 1982            | 1981         | Manuel Pérez Barriopedro     | Spanien                       | Agencia EFE                               |                                                                                      | 23-F-Putsch in Madrid                                                                         | Am 23. Februar 1981 spricht Oberstleutnant Antonio Tejero mit einer Waffe in der Hand zur festgehaltenen amtierenden Regierung und den Abgeordneten im spanischen Parlament. | Bild                         |
| 1983            | 1982         | Robin Moyer                  | Vereinigte Staaten            | Black Star / Time                         |                                                                                      | Libanonkrieg 1982                                                                             | Leichen von am 18. September 1982 während der Massaker in den palästinensischen Flüchtlingslagern Sabra und Schatila von christlich-libanesischen Falange-Milizen getöteten Palästinensern. | Bild                         |
| 1984            | 1983         | Mustafa Bozdemir             | Türkei                        | Hürriyet Gazetesi                         |                                                                                      | Erdbeben in der Türkei                                                                        | Kezban Özer findet die Leichen ihrer fünf Kinder, die beim Erdbeben am 30. Oktober 1983 in der Nähe von Erzurum und Kars starben. | Bild                         |
| 1985            | 1984         | Pablo Bartholomew            | Indien                        | Gamma                                     |                                                                                      | Katastrophe von Bhopal                                                                        | Die Leiche eines Kindes, das bei der Chemiekatastrophe in einem Werk des US-Chemiekonzerns Union Carbide Corporation getötet wurde. | Bild                         |
| 1986            | 1985         | Frank Fournier               | Frankreich                    | Contact Press Images                      | The Agony of Omayra Sánchez                                                          | Omayra Sánchez                                                                                | Sánchez, ein Opfer der Vulkankatastrophe von Armero, starb nach 60 Stunden, in denen sie in einem Schlammloch eingeklemmt war. | Bild                         |
| 1987            | 1986         | Alon Reininger               | Israel / Vereinigte Staaten   | Contact Press Images                      | Ken Meeks, Patient with AIDS, Being Cared for by a Friend, San Francisco, California | AIDS                                                                                          | Der an der Immunschwächekrankheit AIDS leidende US-Amerikaner Kenneth „Ken“ Meeks sitzt in einem Rollstuhl. An seinen Armen sind zahlreiche durch das Kaposi-Sarkom bedingte Läsionen erkennbar. | Bild                         |
| 1988            | 1987         | Anthony Suau                 | Vereinigte Staaten            | Black Star                                |                                                                                      | Wahlen in Südkorea                                                                            | Eine verzweifelte Mutter lehnt sich in der südkoreanischen Stadt Kuro gegen die Einsatzschilde aufmarschierter Polizisten und bittet um Gnade für ihren Sohn, der bei einer Demonstration verhaftet wurde. Nach der Wahl im November 1987 kam es zu Protesten gegen die Regierung, der man Wahlbetrug vorwarf. | Bild                         |
| 1989            | 1988         | David Turnley                | Vereinigte Staaten            | Detroit Free Press / Black Star           |                                                                                      | Erdbeben von Spitak 1988                                                                      | Boris Abgarzian trauert um seinen 17 Jahre alten Sohn, Opfer des armenischen Erdbebens. | Bild                         |
| 1990            | 1989         | Charlie Cole                 | Vereinigte Staaten            | Newsweek                                  |                                                                                      | Tian’anmen-Massaker                                                                           | Ein später „Tank Man“ benannter Demonstrant stoppt während des Massakers auf dem Platz des himmlischen Friedens in Peking eine Gruppe von Kampfpanzern (engl.: tanks). | Bild                         |
| 1991            | 1990         | Georges Merillon             | Frankreich                    | Gamma                                     |                                                                                      | Kosovo-Konflikt                                                                               | Eine Familie trauert am Totenbett von Elshani Nashim, der während eines Protests für ein unabhängiges Kosovo getötet wurde. | Bild                         |
| 1992            | 1991         | David Turnley                | Vereinigte Staaten            | Detroit Free Press / Black Star           |                                                                                      | Zweiter Golfkrieg                                                                             | US-Sergeant Ken Kozakiewicz trauert um seinen durch „Friendly Fire“ getöteten Kameraden Andy Alaniz. | Bild                         |
| 1993            | 1992         | James Nachtwey               | Vereinigte Staaten            | Magnum Photos / Libération                |                                                                                      | Hungersnot in Somalia                                                                         | Eine somalische Mutter hebt die Leiche ihres an Unterernährung verstorbenen Kindes hoch. | Bild                         |
| 1994            | 1993         | Larry Towell                 | Kanada                        | Magnum Photos                             |                                                                                      | Palästinensische Autonomiegebiete                                                             | Palästinensische Kinder strecken ihre Spielzeugpistolen in die Luft. | Bild                         |
| 1995            | 1994         | James Nachtwey               | Vereinigte Staaten            | Magnum Photos / Time                      | Survivor of Hutu death camp. Rwanda, 1994                                            | Völkermord in Ruanda                                                                          | Von der Hutu-Miliz Interahamwe verstümmelter Hutu, der der Unterstützung der Tutsi verdächtigt wurde. | Bild                         |
| 1996            | 1995         | Lucian Perkins               | Vereinigte Staaten            | The Washington Post                       |                                                                                      | Tschetschenienkrieg                                                                           | Ein Junge, der vor den Kämpfen nach Grosny flieht, blickt aus dem Rückfenster eines Flüchtlingsbusses. | Bild                         |
| 1997            | 1996         | Francesco Zizola             | Italien                       | Contrasto                                 |                                                                                      | Bürgerkrieg in Angola                                                                         | Landminen-Opfer spielen in der angolanischen Stadt Kuito. | Bild                         |
| 1998            | 1997         | Hocine                       | Algerien                      | Agence France-Presse                      |                                                                                      | Algerischer Bürgerkrieg                                                                       | Eine Frau trauert vor dem „Zmirli Hospital“ um die Opfer eines Massakers in Bentalha. | Bild                         |
| 1999            | 1998         | Dayna Smith                  | Vereinigte Staaten            | The Washington Post                       |                                                                                      | Kosovo-Konflikt                                                                               | Verwandte und Freunde trösten die Witwe eines UÇK-Kämpfers, der am Vortag beim Streifendienst getötet wurde. | Bild                         |
| 2000            | 1999         | Claus Bjørn Larsen           | Dänemark                      | Berlingske Tidende                        |                                                                                      | Kosovo-Krieg                                                                                  | Ein verwundeter Kosovo-Albaner läuft durch die Straße von Kukës. | Bild                         |
| 2001            | 2000         | Lara Jo Regan                | Vereinigte Staaten            | Life                                      |                                                                                      | Einwanderung in die USA                                                                       | Eine mexikanische Immigrantin arbeitet, um ihre Kinder zu ernähren. | Bild                         |
| 2002            | 2001         | Erik Refner                  | Dänemark                      | Berlingske Tidende                        |                                                                                      | Flüchtlingskatastrophe in Afghanistan                                                         | Der Körper eines toten afghanischen Jungen wird für die Beerdigung im Flüchtlingslager Jalozai vorbereitet. | Bild                         |
| 2003            | 2002         | Eric Grigorian               | Armenien / Vereinigte Staaten | Polaris Images                            |                                                                                      | Erdbeben im Iran                                                                              | Ein junger Iraner hält die Hose seines toten Vaters, der nach dem Erdbeben am 23. Juni 2002 beerdigt wird. | Bild                         |
| 2004            | 2003         | Jean-Marc Bouju              | Frankreich                    | The Associated Press                      |                                                                                      | Irakkrieg                                                                                     | Ein irakischer Kriegsgefangener mit Sack über dem Kopf tröstet seinen Sohn in einem Auffanglager. | Bild                         |
| 2005            | 2004         | Arko Datta                   | Indien                        | Reuters                                   |                                                                                      | Seebeben im Indischen Ozean 2004                                                              | Eine verzweifelte Inderin beweint zwei Tage nach dem verheerenden Tsunami ihre toten Verwandten. | Bild                         |
| 2006            | 2005         | Finbarr O’Reilly             | Kanada                        | Reuters                                   |                                                                                      | Hungerkrise im Niger 2005                                                                     | Eine Mutter und ihr Kind warten in einem Nothilfezentrum in Tahoua auf Nahrung. | Bild                         |
| 2007            | 2006         | Spencer Platt                | Vereinigte Staaten            | Getty Images                              |                                                                                      | Libanonkrieg 2006                                                                             | Fünf junge Libanesen fahren in einem Cabrio durch die Trümmer des bombardierten Beirut. | Bild                         |
| 2008            | 2007         | Tim Hetherington             | Vereinigtes Königreich        | Vanity Fair                               |                                                                                      | Krieg in Afghanistan                                                                          | Ein erschöpfter US-Soldat lehnt an einer Bunkerwand und hält sich schützend die Hand vor die Augen. | Bild                         |
| 2009            | 2008         | Anthony Suau                 | Vereinigte Staaten            | Time                                      |                                                                                      | Finanzkrise ab 2007                                                                           | Der US-amerikanische Polizist Robert Kole überprüft, ob ein zwangsgeräumtes Haus in Cleveland tatsächlich verlassen ist. | Bild                         |
| 2010            | 2009         | Pietro Masturzo              | Italien                       |                                           |                                                                                      | Proteste nach den iranischen Präsidentschaftswahlen                                           | Junge Frauen auf einem Hausdach in Teheran protestieren gegen die Wiederwahl des iranischen Präsidenten Mahmud Ahmadinedschad. | Bild                         |
| 2011            | 2010         | Jodi Bieber                  | Südafrika                     |                                           |                                                                                      | Die Rechte der Frauen unter den Taliban                                                       | Porträt der verstümmelten Afghanin Bibi Aisha (18) mit abgeschnittener Nase. | Bild                         |
| 2012            | 2011         | Samuel Aranda                | Spanien                       | The New York Times                        | A woman protects her son                                                             | Arabischer Frühling                                                                           | Eine verschleierte Jemenitin hält in einer Moschee in Sanaa einen Verwandten, der während der Proteste verletzt wurde, im Arm. | Bild                         |
| 2013            | 2012         | Paul Hansen                  | Schweden                      | Dagens Nyheter                            | Gaza Burial                                                                          | Gazastreifen                                                                                  | Eine Menschenmenge trägt zwei tote Kinder, die bei einem israelischen Raketenangriff auf Gaza ums Leben gekommen sind. | Bild                         |
| 2014            | 2013         | John Stanmeyer               | Vereinigte Staaten            | VII / National Geographic                 | Signal                                                                               | Flüchtlinge in Dschibuti                                                                      | Afrikanische Flüchtlinge halten am nächtlichen Strand der Hauptstadt Dschibuti ihre Mobiltelefone in die Luft, um Empfang zu bekommen, damit sie mit ihren Familien sprechen können. | Bild                         |
| 2015            | 2014         | Mads Nissen                  | Dänemark                      | Berlingske / Scanpix                      | Jon and Alex                                                                         | LGBT in Russland                                                                              | Das Foto zeigt ein schwules Paar in einem intimen Augenblick und gemahnt an die verschärfte Lebenssituation der LGBT-Minderheiten in Russland. | Bild                         |
| 2016            | 2015         | Warren Richardson            | Australien                    |                                           | Hope for a New Life                                                                  | Flüchtlingskrise in Europa                                                                    | Das Foto zeigt Flüchtlinge, die bei Röszke die Grenze von Serbien nach Ungarn überqueren. | Bild                         |
| 2017            | 2016         | Burhan Ozbilici              | Türkei                        |                                           | An Assassination in Turkey                                                           | Attentat auf Andrei Karlow                                                                    | Der türkische Attentäter Mevlüt Mert Altıntaş, kurz nachdem er während einer Fotoausstellung in Ankara den russischen Botschafter Andrei Karlow angeschossen und tödlich verletzt hat. | Bild                         |
| 2018            | 2017         | Ronaldo Schemidt             | Venezuela                     | Agence France-Presse                      | Venezuela Crisis                                                                     | Proteste gegen die venezolanische Regierung                                                   | Ein venezolanischer Regierungsgegner steht nach Zusammenstößen mit Sicherheitskräften in Flammen. | Bild                         |
| 2019            | 2018         | John Moore                   | Vereinigte Staaten            | Getty Images                              | Crying Girl on the Border                                                            | Migrationstreck von Zentralamerika bis zur Grenze zwischen Mexiko und den Vereinigten Staaten | Ein weinendes Kleinkind, dessen Mutter gerade von US-amerikanischen Grenzschutzbeamten kontrolliert wird, bevor beide in Gewahrsam genommen werden sollen. | Bild                         |
| 2020            | 2019         | Yasuyoshi Chiba              | Japan                         | Agence France-Presse                      | Straight Voice                                                                       | Militärputsch und Regierungsbildung im Sudan                                                  | Ein junger Sudanese, der während eines nächtlichen Stromausfalls in der Hauptstadt Khartum Protestgedichte rezitiert, ist umringt von zahlreichen Menschen, die ihn mit ihren Mobiltelefonen illuminieren und dabei selbst Parolen zur Wiederherstellung der Zivilherrschaft skandieren.                       | Bild                         |
| 2021            | 2020         | Mads Nissen                  | Dänemark                      | Politiken/Panos Pictures                  | The First Embrace                                                                    | COVID-19-Pandemie in Brasilien                                                                | Zum ersten Mal seit fünf Monaten wird die 85-jährige Bewohnerin eines Pflegeheims in São Paulo wieder umarmt. Nachdem wegen der Coronapandemie keine Besuche erlaubt waren, wurde ein „Umarmungsvorhang“ installiert.                                                                                          | Bild                         |
| 2022            | 2021         | Amber Bracken                | Kanada                        | The New York Times                        | Kamloops Residential School                                                          | Ethnozid an First Nations in Kanada                                                           | Mädchenkleider an Kreuzen erinnern an 215 indigene Kinder, die in der katholischen Kamloops Indian Residential School in British Columbia durch Misshandlung, Krankheiten und Unterernährung ums Leben kamen.                                                                                                  | Bild                         |
| 2023            | 2022         | Evgeniy Maloletka            | Ukraine                       | Associated Press                          | Mariupol Maternity Hospital Airstrike                                                | Russischer Überfall auf die Ukraine                                                           | Nach der Bombardierung der Geburtsklinik in Mariupol durch das russische Militär wird eine verletzte schwangere Frau aus den Trümmern getragen. Das Baby wird tot geboren, seine Mutter stirbt kurz nach der Geburt.                                                                                           | Bild                         |
| 2024            | 2023         | Mohammed Salem               | Palästina                     | Reuters                                   | A Palestinian Woman Embraces the Body of Her Niece                                   | Krieg in Israel und Gaza seit 2023                                                            | Eine Palästinenserin hält den Leichnam ihrer fünfjährigen Nichte im Arm, die gemeinsam mit ihrer Mutter und Schwester durch eine israelische Rakete auf ihr Haus in Chan Yunis, Gazastreifen, getötet wurde.                                                                                                   | Bild                         |
| 2025            | 2024         | Samar Abu Elouf              | Palästina                     | The New York Times                        | Mahmoud Ajjour, aged nine                                                            | Krieg in Israel und Gaza seit 2023                                                            | Ein palästinensischer Junge von neun Jahren mit amputierten Armen | Bild                         |